# Freddy Ternero
Freddy Santos Ternero Corrales (Lima, 26 de março de 1962 - Lima, 18 de setembro de 2015) foi um futebolista, treinador de futebol e político peruano.

## Carreira
Por clubes, Ternero, que atuava como defensor, jogou com mais destaque no Universitario, onde iniciou a carreira em 1978, com apenas 16 anos. Jogou também por León de Huánuco, San Augustín, Defensor Lima e Cienciano. Foi pela equipe de Cuzco onde ele encerrou a trajetória como jogador em 1992, aos 30 anos de idade.
Como técnico, iniciou no Universitario, onde foi assistente de Sergio Markarián, em 1993. Comandou também Cienciano, Alianza Atlético, Melgar e Estudiantes de Medicina. No Cienciano, destacou-se com os títulos da Copa Sul-Americana de 2004 e da Recopa Sul-Americana de 2005. Na Seleção Peruana de Futebol, teve duas passagens: em 1997, quando levou o selecionado ao quarto lugar na Copa América, e entre 2005, quando substituiu o brasileiro Paulo Autuori na tentativa de classificar o Peru para a Copa de 2006. Sem êxito, Ternero abandonou a carreira de técnico para dedicar-se à política.
Em novembro de 2006, filiado ao Partido Democrático Somos Perú, o ex-treinador foi eleito alcaide do distrito de San Martín de Porres, reelegendo-se para um novo mandato em 2010.
Ternero morreu em 18 de setembro de 2015, em um hospital de Lima. Ele batalhava contra um câncer no fígado.